# 3987 Wujek
3987 Wujek è un asteroide della fascia principale del diametro medio di circa 20,8 km. Scoperto nel 1986, presenta un'orbita caratterizzata da un semiasse maggiore pari a 2,7336239 UA e da un'eccentricità di 0,1185238, inclinata di 4,82686° rispetto all'eclittica.